# Brygada im. Ernsta Thälmanna

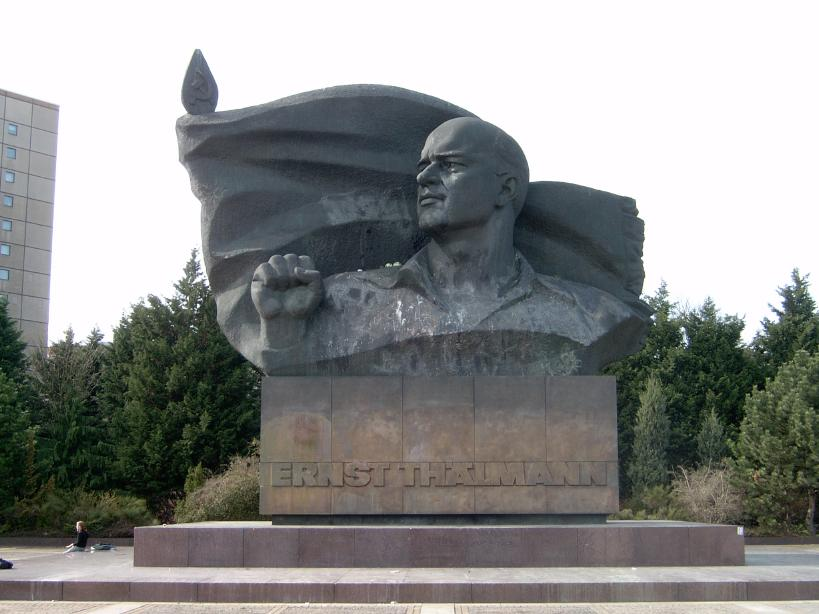
Pomnik Ernsta Thälmanna, patrona brygady

XI Brygada Międzynarodowa im. Ernsta Thälmanna – jedna z brygad okresu hiszpańskiej wojny domowej 1936–1939. Zmobilizowana w połowie października 1936 w Hiszpanii.
Brygada początkowo w sile batalionu wchodziła w skład Brygad Międzynarodowych, a jej szeregi zasilali antyfaszyści niemieccy i austriaccy, walczący po stronie republikańskiej wspieranej przez rząd ZSRR przeciwko oddziałom gen. Francisco Franco, wspieranym przez nazistowski rząd III Rzeszy i faszystowski rząd Włoch. W czasie bitwy nad Ebro wchodziła w skład 35 Dywizja Piechoty Armia Ludowa Republiki Hiszpańskiej.
Jej patronem był Ernst Thälmann, natomiast pierwszym dowódcą Jean Marie François. Dowódcą jednego z batalionów w Brygadzie im. Ernsta Thälmanna był Ludwig Renn, niemiecki pisarz.

## Dowódcy
- Jean Marie François
- Emile Kleber
- Hans Kahle
- Richard Staimler
- Ferenc Münnich (Flatter)
- Reiner
- Heinrich Rau